# Winter Rose
Winter Rose foi uma banda canadense de glam metal formada nos anos 80 em que James LaBrie era o vocalista, antes de entrar para o Dream Theater. Winter Rose gravou apenas um álbum, auto-intitulado. O guitarrista Richard Chycki tornou-se um coordenador dos estúdios de MetalWorks.

## Discografia

### Winter Rose
Lançado em 1989 pela RCA.
| N.º | Título                          | Duração |  |
| 1.  | "Asylum City"                   | 3:32    |  |
| 2.  | "I'll Never Fall in Love Again" | 3:48    |  |
| 3.  | "Rough Boys"                    | 4:26    |  |
| 4.  | "Dianna"                        | 3:23    |  |
| 5.  | "One Last Time"                 | 4:09    |  |
| 6.  | "Never Let Me Go"               | 3:58    |  |
| 7.  | "My Time"                       | 4:17    |  |
| 8.  | "Nothing but the Best"          | 4:48    |  |
| 9.  | "Saved by Love"                 | 4:41    |  |
| 10. | "Thrill of the Night"           | 4:08    |  |